# Национален университет „Киево-Могилянска академия“
Национален университет „Киево-Могилянска академия“ (известен със съкращението НаУКМА) е най-старото висше учебно заведение в Украйна. Той е създаден през 1632 г. в Киев, тогава в рамките на Полско-литовската държава, от митрополит Петър Могила и Киевското братство. 

## Факултети
- Юридически факултет
- Факултет по информатика
- Факултет по икономика
- Факултет по хуманитарни науки
- Факултет по социални науки и технологии
- Факултет по естествени науки

## Галерия
- Корпус „Мазепа“, с библиотека, аула и др.
- Новият академичен корпус
- Църквата „Св. Дух“
- Четвърти корпус

## Известни личности
- Иван Мазепа (1639-1709), хетман
- Михаил Ломоносов (1711-1765), руски учен
- Григорий Сковорода (1722-1724), философ